# 紫陽花 (PEOPLE 1の曲)
「紫陽花」（あじさい）は、日本のポップバンド・PEOPLE 1の楽曲。デジタル配信限定シングルとしてPollyanna Recordsより2022年6月29日に各音楽配信サービスにてリリースされた。

## 概要
前作の配信限定シングル『YOUNG TOWN』より約1か月ぶりのリリースとなる。
本楽曲は、NHK総合「夜ドラ」枠で放送された『カナカナ』の挿入歌に起用された。なお、同ドラマの主題歌には自身の楽曲『YOUNG TOWN』が起用されている。
『カナカナ』最終回の前日である6月29日に配信リリースされた。
Itoがメインボーカルを務めている。

## 評価
- 音楽ライターの田中久勝は、本楽曲を「Deuの唯一無二の独創的な詩世界を、Itoの切ないボーカルがさらに膨らませる」と述べた[5]。
- 音楽プロデューサーの蔦谷好位置は、『関ジャム 完全燃SHOW』（テレビ朝日系）内の「プロが選ぶ年間マイベスト10曲」において、本楽曲を1位に選出し、「どの曲を選ぶか迷うほど素晴らしい作品だらけのPEOPLE 1の2022年でしたが、その中でも1番多く聴いたこの曲を選びました。少なくとも200回は聴いたと思います。美しいメロディー、限られた音数、歌詞で説明しきらない奥行き、圧巻の歌唱...全てに感嘆した一曲です」と評価した[6]。

## チャート成績
前述の『関ジャム 完全燃SHOW』で取り上げられたことが影響し、2023年2月8日付のBillboard Japan Download Songsでは19位に初登場した。

## 収録内容
| #         | タイトル   | 作詞・作曲 | 編曲                | 時間 |
| --------- | ---------- | ---------- | ------------------- | ---- |
| 1.        | 「紫陽花」 | Deu        | Deu、Hajime Taguchi | 3:56 |
| 合計時間: | 合計時間:  | 合計時間:  | 合計時間:           | 3:56 |

## タイアップ
| 年     | 楽曲   | タイアップ                       |
| ------ | ------ | -------------------------------- |
| 2022年 | 紫陽花 | NHK総合 夜ドラ『カナカナ』挿入歌 |